# Герб Углича
Герб городского поселения У́глич — является официальным символом муниципального образования «Город Углич», административного центра Угличского муниципального района Ярославской области Российской Федерации.
Исторический герб Углича был создан в начале XVIII века на основе герба Угличского полка, Высочайше утверждён 31 августа (11 сентября) 1778 год императрицей Екатериной II вместе с другими гербами городов Ярославского наместничества. Официально использовался до ноября 1917 года. В 1999 году исторический герб Углича был восстановлен в качестве официального символа Угличского муниципального округа и города Углича. После упразднения округа, 30 марта 2007 года Решением Муниципального Совета городского поселения Углич Ярославской области герб стал принадлежать только городу. Герб внесён в Государственный геральдический регистр под регистрационным номером 506.

## Описание герба
«Герб городского поселения Углич представляет собой геральдический щит. В червлёном (красном) поле царевич Димитрий в золотой, с одной видимой дужкой под державой, короной, имеющей пурпуровую шапку, в пурпуровом платье, украшенном золотом и драгоценными камнями и в пурпурных сапожках, в правой руке царевича — серебряный нож, голову царевича обрамляет нимб золотого цвета.

Графическое изображение герба всегда должно соответствовать геральдическому описанию герба с учётом геральдических норм».— Положение о гербе городского поселения Углич
.

## Описание символики и истории герба
Исторический герб Углича был создан в начале XVIII века. 12 января 1722 года Именным Указом Императора Петра I при Сенате была образована Герольдмейстерская контора. Товарищем герольдмейстера («составителем гербов») был назначен итальянец по-происхождению, граф Ф. М. Санти. На основе сведений, присланных из разных городов России им были созданы первые городские гербы. В реестре 97 гербов, сочинённых Ф. Санти числится и герб Углича. Однако, историки опровергают это утверждение и высказывают предположение: что герб Углича (как и несколько других гербов городов) включён в список гербов, сделанных Санти, не будучи составленным им, либо Санти составил герб без «ведений» с мест (в июле 1727 года помощник герольдмейстера Ф. Санти был арестован за участие в заговоре).

### Герб на Знамени Угличского полка

Герб Угличского полка (1727)

Самое раннее изображение Царевича Дмитрия, убиенного 15 мая 1591 года в Угличе, как символа Углича, относится к 13 ноября 1727 года, в это время началась подготовительная разработка гербов для полковых знамён. Углицкий пехотный полк был сформирован в 1708 году как гренадерский полк Бильса (1-й гренадерский), с 1725 года — пехотный фон Гагена, в 1727 году получил название Углицкий.
В июне 1728 года Верховный тайный совет издал указ о введении нового образца полковых знамён с государственным и городским гербами. В 1729 году под руководством обер-директора над фортификацией генерала Б. К. Миниха и при участии художника Андрея Баранова (живописца А. Д. Меншикова) был составлен Знамённый гербовник. 8 марта 1730 года новые гербы для полковых знамён были утверждены. Герб Угличского полка в реестре под номером 38 имел следующее описание: «против нового, царевич князь Димитрий в одеянии царском, шапка княжеская с крестом, в правой руке нож, под пазухою левой руки агнца, поле красное, одеяние и шапка золотые».
Гербы 1730 года должны были размещаться не только на полковых знамёнах, но и на печатях, которыми губернаторы и воеводы опечатывали все бумаги, кроме партикулярных. Таким образом, герб Угличского полка уже с этого периода стал приобретать статус городского герба.

### Высочайше утверждённый герб

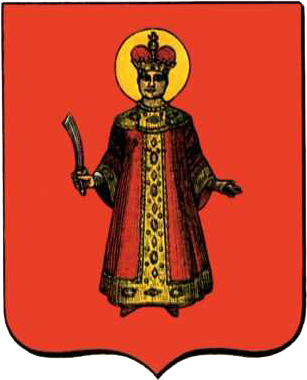
Герб Углича (1778)

Исторический герб Углича был Высочайше утверждён 31 августа (11 сентября) 1778 год императрицей Екатериной II вместе с другими гербами городов Ярославского наместничества. Закон № 14765 в Полном собрании Законов Российской империи датирован 20 июня (1 июля) 1778 год, в этот день Сенат только поднёс гербы на «Высочайшую конфирмацию» императрице, само же утверждение гербов состоялось — 31 августа 1778 года, о чём свидетельствует дата на приложенных к Закону рисунках гербов.
Подлинное описание герба Углича гласило:

«Въ червленомъ полѣ, образъ Димитрія Царевича».—  ПСЗРИ, 1778, Закон № 14765.

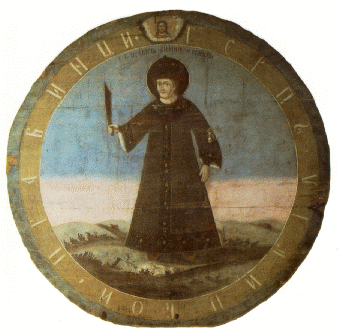
Герб Угличской провинции

Герб Углича, утверждённый в 1778 году, окончательно был составлен товарищем герольдмейстера коллежским советником И. И. фон Энденом, при этом он использовал имеющийся к тому времени прототип герба Угличского полка 1730 года и Угличской провинции Московской губернии, существовавшей до 1775 года. Круглая фреска с гербом Угличской провинции хранится в Угличском Государственном Историко-Архитектурном и Художественном музее. На фреске над головой Святого надпись: «С. В. ЦРЕВИЧЪ ДИМИТРІИ УГЛЕЦКІИ», выше неё образ Спаса Нерукотворного, а по окружности: «Герпъ Углицкой правинции». Изображение герба Угличской провинции несколько отличалось от полкового герба. Царевич изображался с золотым нимбом, но без агнеца под левой рукой, вместо княжеской шапки с крестом он стал иметь корону, украшенную золотом и драгоценными камнями.
В 1863 году, в период геральдической реформы Кёне, был разработан проект нового герба уездного города Углича Ярославской губернии (официально не утверждён): В червлёном щите Царевич Дмитрий в золотом платье, в правой руке держит золотой длинный нож. В вольной части герб Ярославской губернии. Щит увенчан серебряной стенчатой короной и окружён золотыми колосьями, соединёнными Александровской лентой".

### Герб в советский и постсоветский период
В советский период исторический герб Углича не использовался. В 80-е годы XX века выпускались геральдические сувенирные значки, на которых изображался угличский колокол, но руководитель атеистического движения в Угличе А. М. Лобашков настоял на том, чтобы выпуск данных значков был прекращён.
В конце XX века город Углич и Угличский район были объединены в Угличский муниципальный округ. 31 марта 1999 года был утверждён герб Угличского муниципального округа. В качестве официальной символики гербом города Углича и Угличского муниципального округа утверждён исторический герб города Углича 1778 года
После проведения муниципальной реформы и упразднения Угличского муниципального округа его герб полностью «унаследовало» Угличское городское поселение. В решении Муниципального Совета городского поселения Углич Ярославской области от 30 марта 2007 года № 97 «Об утверждении Положения о гербе городского поселения Углич» сказано: «Установить в качестве официального символа городского поселения Углич герб городского поселения Углич по образцу исторического герба города Углича 1778 года».
Герб Углича прошёл геральдическую экспертизу и внесён в Государственный геральдический регистр Российской Федерации под регистрационным номером 506.